# Гризодубова Валентина Степанівна
Валенти́на Степа́нівна Гризоду́бова (нар. 14 (27) квітня 1909, Харків, Російська імперія — 28 квітня 1993, Москва, Росія) — радянська льотчиця, учасниця рекордного перельоту з Москви на Далекий Схід у 1938 році, учасниця німецько-радянської війни, перша жінка, відзначена званням Героя Радянського Союзу. Герой Соціалістичної Праці.

## Біографічні відомості
Народилася в родині авіаконструктора і винахідника Степана Васильовича Гризодубова, який згодом став першим авіатором міста Харкова. Братом матері був диригент та музичний педагог Володимир Комаренко. Хоча місцем народження вважається Харків, Валентина Гризодубова була хрещена у Миколаївській церкві села Непокрите. Закінчила Пензенський аероклуб в 1929 році. Займалася планерним спортом, працювала льотчиком-інструктором в Тульській авіаційній школі. У 1934–1935 роках — льотчик агітаційної ескадрильї імені М. Горького на Центральному аеродромі. У Червоній армії з 1936 року.
У 1937 році на літаках УТ-1, УТ-2 та АИР-12 встановила п'ять світових авіаційних рекордів висоти, швидкості та дальності польоту. 24-25 вересня 1938 року як командир екіпажу на літаку АНТ-37 «Родина» разом з льотчицями Поліною Осипенко (другий пілот) і Мариною Расковою (штурман) здійснила безпосадковий переліт з Москви на Далекий Схід, встановивши світовий жіночий рекорд дальності польоту (за 26 годин 29 хвилин подолана відстань у 6450 кілометрів). За виконання цього перельоту Валентині Гризодубовій, Поліні Осипенко і Марині Расковій було надано звання Героя Радянського Союзу, першим серед жінок.
Використовуючи свою популярність і знайомства у вищих колах, неодноразово клопотала на захист людей, які постраждали від репресій. Зокрема, разом з відомим льотчиком М. М. Громовим, вона заступилася за C. П. Корольова, майбутнього творця радянської космічної програми; багато в чому завдяки їхнім зусиллям його перевели з табору на Колимі в ЦКБ-29.
З 1939 року — начальник Управління міжнародних повітряних ліній СРСР.
Учасниця німецько-радянської війни. У березні 1942 — жовтні 1943 року — командир 101-го транспортного авіаційного полку, з жовтня 1943 року — командир 31-го гвардійського бомбардувального авіаційного полку. За час війни полковник Гризодубова здійснила близько 200 бойових вильотів на бомбардування ворожих об'єктів і для підтримки зв'язку в партизанських загонах.
З 1946 року — полковник запасу. Працювала в Міністерстві цивільної авіації начальником управління міжнародних ліній СРСР, керівником Науково-дослідного льотно-випробувального центру, заступником начальника Московського науково-дослідного інституту приладобудування з льотної частини.

## Родина
Була одружена з льотчиком-випробувачем Віктором Соколовим. У шлюбі народився син Валерій.

## Звання, нагороди
- Звання Героя Радянського Союзу присвоєне 2 листопада 1938 року.
- Звання Героя Соціалістичної Праці присвоєне 6 січня 1986 року.
- Нагороджена орденами Леніна, Вітчизняної війни 1-го ступеня, Трудового Червоного Прапора, Червоної Зірки.
- Почесний громадянин Пензи.

## Вшанування пам'яті
- Похована в Москві на Новодівочому кладовищі.
- У 1972 році в Харкові у квартирі Гризодубових був відкритий музей історії авіації.
- 1 вересня 2000 року в Москві на Кутузовському проспекті, біля входу в Московський науково-дослідний інститут приладобудування, відкрито пам'ятник Валентині Гризодубовій.
- Її іменем названий Харківський аероклуб ім. В. С. Гризодубової ТСО України.